# Narančasta revolucija
Narančasta revolucija je naziv za niz prosvjeda i političkih događaja u Ukrajini koji su se odvijali od kraja listopada 2004. godine do siječnja 2005. Uslijedili su nakon drugoga glasačkog kruga za izbor novoga predsjednika, kad su ustanovljene nepravilnosti prilikom brojanja glasačkih listića. Žarište Narančaste revolucije bila je ukrajinska prijestolnica, Kijev, u koji su se svakodnevno slijevale tisuće demonstranata, držeći stranu oporbenom proeuropskom kandidatu Viktoru Juščenku. Prosvjednici s plavim vrpcama, u znatno manjem broju, svoju su potporu pružali tadašnjem premijeru, Viktoru Janukoviču.

## Ukrajina prije revolucije
Za vladavine Leonida Kučme Ukrajina nazaduje i pretvara se u 'oligarhiju' bezobzirnih magnata i regionalnih klanova. Posrnula bivša sovjetska republika sa svojih 46 milijuna stanovnika postaje uznikom kriminalnoga vladajućeg režima. Odlaskom Kučme s političke scene mnogi su željeli da njegovo mjesto zauzme predsjednički kandidat Viktor Janukovič: prije svega sam Kučma, zatim 'poslovnjaci' iz tzv. Donjeckog klana te Rusija. Od Janukoviča se očekivalo da nastavi tamo gdje je Kučma stao i da mu omogući sigurnost (oporba želi Kučmu izvesti pred sud zbog niza kriminalnih radnji), a Donjeckom klanu još veći utjecaj i rast kapitala. Valja spomenuti da je Janukovič prije kandidature za predsjednika bio guverner Donjecke oblasti. 
Područje Donjecka u istočnoj Ukrajini, glavna radnička i rudarska regija u zemlji, čvrsto je stalo iza svog tajkuna Renata Ahmetova i opiralo se tadašnjem predsjedniku Viktoru Juščenku i njegovom političkom programu približavanja zemlje Zapadu. Ahmetov je vladar Sustavnog upravljanja kapitalom, velikog konglomerata koji obuhvaća holdinge u teškoj industriji, elektrane, medije, pivovare, nogometnu momčad i najotmjeniji hotel u Ukrajini. No za pobornike Narančaste revolucije on je oličenje kriminalne privatizacije, kojom su mnoge od najunosnijih ukrajinskih tvrtki u bescjenje postale vlasništvom uskog kruga ljudi povezanih poslovnim i privatnim vezama.
Rusiji je također odgovaralo da ostane najutjecajnija u regiji. Na taj način bi se formirala ekonomska zajednica bivših republika u kojoj bi ona opet vodila glavnu riječ. Janukovičeva izborna strategija bila je bitno dirigirana od strane ruskih političkih znanstvenika, a mnogi smatraju da se kampanjom upravljalo iz Moskve. Tome u prilog govori posjet Vladimira Putina Kijevu kako bi podupro Janukoviča, zatim posjet Kučme Moskvi radi moralne potpore u vrijeme revolucije, a i gradonačelnik Moskve posjećuje ukrajinske separatiste u Luhansku.

## Predsjednički izbori

### Početak izbora
Izbori su održani u izrazito usijanoj političkoj atmosferi u kojoj su Janukovičev tim i Kučmina administracija, imajući kontrolu nad vladom i državnim aparatom, nastojali zastrašiti Juščenka i njegove pristaše. Za stanovnike Ukrajine koji silno žele izaći iz ruske sjene i pridružiti se ostatku Europe i zapadnoga svijeta Viktor Juščenko postao je simbolom posljednje nade. 
I tada, kao naručeno, u rujnu 2004. Juščenko misterizno obolijeva. Liječnici iz Austrije, gdje je potajno otputovao na liječenje, otkrivaju da je riječ o trovanju dioksinom pod misterioznim okolnostima. Nesretni predsjednički kandidat uspio se oporaviti, no lice mu je trajno ostalo unakaženo od otrova, što je još više rasplamsalo gnjev protiv vladajućeg režima. Umjesto da su ga tada ubili, njegovi su protivnici neplanirano postali pomagači nadolazeće revolucije. 
U prvom krugu glasovanja, 31. listopada, dva su politička protivnika bila tijesno blizu jedan drugoga (Juščenko 39.87%, Janukovič 39.32%).

### Prosvjedi
Prosvjedi su započeli nakon drugoga kruga glasovanja kada se ispostavilo da se službeni izborni rezultati razlikuju od rezultata dobivenih tzv. izlaznim anketama (provode se među biračima na izlazu iz birališta). Prema izlaznim anketama Juščenko je vodio za 11% glasova, dok su službeni rezultati pokazali Janukovičevu prednost od 3%. Janukovičevi pristaše su izjavili da su mediji, od kojih je većina stala na Juščenkovu stranu, krivi za nepodudarnost rezultata. S druge strane, Juščenkov tim izašao je u javnost s dokazima o nizu izbornih nepravilnosti s Janukovičeve strane, a kojima su svjedočili brojni domaći i strani promatrači.
Viktor Juščenko je u svojoj kampanji pozvao na javni protest na izborni dan, 21. studenog 2004., kada su se počele širiti optužbe o izbornoj prevari. Idući dan, 22. studenog, započeli su masovni prosvjedi diljem zemlje. Tih napetih tjedana, dok je stari režim pokušavao svim sredstvima pridobiti izbore a budućnost zemlje ovisila o koncu, narod je preplavio ukrajinsku prijestolnicu. Kijevski Trg nezavisnosti, Majdan, privukao je oko pola milijuna Ukrajinaca koji su mirno prosvjedovali ispred sjedišta Verhovne Rade. Podignuto je šatorsko naselje na Majdanu i blokirana je glavna kijevska prometnica. Svijet je promatrao ta napeta zbivanja, pitajući se hoće li izbiti građanski rat između Juščenkovih pristaša na zapadu zemlje i istočne polovice zemlje, gdje živi glavnina od osam milijuna ukrajinskih Rusa. No to se ipak nije dogodilo. Prosvjednici okruženi kordonima specijalaca pružali su samo pasivan otpor, a mnogi su nosili simbole Juščenkove kampanje: narančaste zastave i vrpce. 
Gradska vijeća Kijeva, Lavova i mnogih drugih gradova simbolično su odbila priznati legitimitet službenih izbornih rezultata, a Juščenko je pred članovima svoje stranke u polupraznom parlamentu simbolično položio predsjedničku prisegu. Protivnički tabor ga je odmah optužio za protuzakonito davanje prisege.
Javne demonstracije u korist promoskovskoga kandidata Janukoviča održane su u istočnim dijelovima Ukrajine, a neki su pristaše stigli i u Kijev, no brojčano su znatno nadmašeni. 

### Ponovljeni izbori
Iako je Juščenko pokušao mirnim putem riješiti problem razgovarajući s Leonidom Kučmom, predsjednikom na odlasku, pregovori su prekinuti 24. studenog, a Središnje izborno povjerenstvo je pobjednikom proglasilo bivšega premijera Viktora Janukoviča. Sljedeće se jutro Juščenko u Kijevu obratio svojim glasačima, najavivši masovne prosvjede i štrajkove ne bi li se vladu prisililo da prizna poraz.
Ukrajinska Vrhovna Rada je 1. prosinca 2004. donijela rezoluciju kojom je izglasala nepovjerenje premijeru Janukoviču. Prema ukrajinskom Ustavu to znači da je vlada podnijela ostavku, no ona ne može stupiti na snagu bez suradnje s premijerom i predsjednikom, odnosno Janukovičem i Kučmom.
Konačno je Ukrajinski vrhovni sud 3. prosinca razriješio političku zavrzlamu. Zaključeno je da zbog očigledne izborne prevare nije moguće ustanoviti stvarne rezultate, te su za 26. prosinca određeni novi izbori, ali samo za drugi krug u kojemu su ostali Juščenko i Janukovič.
Taj 26. prosinca dočekan je pod budnim nadzorom lokalnih i međunarodnih promatrača, a dva je dana kasnije Središnje izborno povjerenstvo proglasilo prijevremene rezultate: Juščenko 51.99 %, Janukovič 44.20% glasova. Službeni rezultati predsjedničkih izbora proglašeni su 10. siječnja 2005., a odstupali su za svega 0.01% od onih prijevremenih. Novim predsjednikom Ukrajine tako je proglašen prozapadni kandidat Viktor Juščenko. Službena ceremonija održana je 23. siječnja u zgradi Verhovne Rade, a nastavljena je na Trgu nezavisnosti pred stotinama tisuća razdraganih pristaša. Ovim je događajem Narančasta revolucija dobila svoj mirni epilog.
U većini zemlje nastaje euforija i govori se o narodnom preporodu. Međutim, nakon nešto više od pola godine Juščenkova se vlada počinje urušavati. Novi je predsjednik smijenio Juliju Timošenku, vrlo popularnu premijerku, i njezin kabinet. Tada je uslijedila niska optužbi zbog korupcije sa svih strana.

## Pozadina izbora
Geopolitički stručnjak William Engdahl, prateći borbu oko predsjedničkih izbora u Ukrajini, za nasljednika proruskog predsjednika Leonida Kučme, napominje da je ona mnogo složenija nego što većina zapadnih medija sugerira. Riječ je o borbi između Putina i Busha na geopolitičkom planu, i očigledno je da su obje strane (i Janukovičeva i Juščenkova) na izborima bile itekako uključene u glasačku prevaru.
No zapadni su mediji, tvrdi Engdahl, odlučili izvještavati jednostrano. Toj tvrdnji u prilog ide potvrđeni podatak da su Britanska skupina za ljudska prava i Promatrači iz Helsinkija zabilježili više nepravilnosti na strani oporbe nego kod promoskovskog kandidata Janukoviča. Ipak, mediji su izvijestili samo o prevari sa strane Viktora Janukoviča.
'Istina je da je režim Leonida Kučme bio krajnje nedemokratski i nikako nije model za ljudska prava. Međutim, upravo je to čimbenik koji hrani oporbu, koju, pak, Zapad podupire. No ono što Zapad, ili, bolje rečeno, obični ljudi slabo razumiju, a upravo se o tome radi, jest pitanje tko će uspostaviti geopolitičku kontrolu nad Euroazijom. Sve se na to svodi.'

### Rusija vs. SAD
Ukrajinski izbori nisu toliko važni zbog demokratskog glasovanja koliko zbog utjecaja: tko će kontrolirati ruskoga najvećeg susjeda, Rusi ili Amerikanci?
Pogled na povijesnu i geostratešku pozadinu razjašnjava mnogo toga. Ukrajina je posljednjih 300 godina povijesno, zemljopisno i kulturološki povezana s Rusijom. Slavenska je zemlja utemeljitelj staroruske (staroukrajinske) države - Kijevske Rusi, i time važan dio ruskog nacionalnog identiteta. Ukrajina je oduvijek pozitivno utjecala na razvoj kulturnih i političkih vrijednosti u Rusiji te ju neposredno povezivala s europskim vrijednostima, i to je jedan od razloga zbog čega je Ukrajina i dalje važna za budućnost Rusije. S 46 milijuna stanovnika Ukrajina je druga najmnogoljudnija slavenska država i smatra se strateškim zidom između Rusije i lanca novih NATO baza koje se protežu od Poljske, preko Bugarske do Kosova. Također, Ukrajina je tranzitna zemlja za većinu ruskih sibirskih plinovoda prema Njemačkoj i ostatku Europe.
Govoreći o predsjedničkim izborima, česti komentator ruske nacionalne televizije, Engdahl tvrdi da je Zbigniew Brzezinski, autor Velike šahovske ploče, popularne knjige o svjetskoj geopolitici, direktno upleten u događaje u Ukrajini. Brzezinski je otvoreno osudio prve službene rezultate predsjedničkih izbora u studenom (prema kojima je oporba izgubila), zajedno s Henryjem Kissingerom i Colinom Powellom. Njegova cjelokupna karijera, ističe Engdahl, vođena je s ciljem da se Rusiji oduzme moć u Euroaziji, i to još otkako je bio predsjednik Vijeća za nacionalnu sigurnost u vrijeme Jimmyja Cartera. Pomoć ovakvoj politici pruža i snažna tromilijunska ukrajinska dijaspora u Sjevernoj Americi koja Ukrajinu želi vidjeti van ruskog utjecaja. Ukrajinska dijaspora zaslužna je snažna lobiranja i povezivanje Viktora Juščenka s najvišim organima američkih vlasti.

### Američka upletenost
Postoji šablona koju SAD slijedi u svojim akcijama mijenjanja režima u istočnoj Europi, a Ukrajina se uklapa u taj uzorak. Tako je primjerice predsjedničke izbore u Beogradu 2000. kojima je srušen Miloševićev režim organizirao i vodio američki veleposlanik Richarda Miles, što je dokumentirano i potvrđeno. Zatim je taj isti Miles poslan u Gruziju da pomogne svrgnuti Eduarda Ševardnadzea u korist proameričkog kandidata Miheila Saakašvilija, a nakon Gruzije je došao red i na Ukrajinu, gdje je surađivao s američkim veleposlanikom Johnom Herbstom.
Ukrajinska organizacija t.zv. demokratske mladeži zvana Pora (Vrijeme je) američka je kreacija, iznosi Engdahl, stvorena na beogradskom modelu (osim što se tamo organizacija mladih zvala Otpor i pomogla je Vojislavu Koštunici da dođe na vlast, a Miles ju je povezao s Georgeom Sorosem, USAID-om i drugima). Način na koji se oporbena Pora promovirala u predizbornoj kampanji bio je gotovo fašistički. Njihove plakate krasila je slika radničke čizme koja gnječi žohara ili nekog sličnog insekta, čime se aludiralo na trenutnu vladu i njihove pristaše. Gruzijac Saakašvili je, također sa spomenutim Richardom Milesom, otputovao u Beograd kako bi proučio model, a nakon toga je i stvarno došao na vlast u Gruziji, uz pomoć Kmare i Ružičaste revolucije. 
Prema britanskom Guardianu, čitav niz organizacija radio je na promjeni ukrajinskoga dotadašnjeg režima. Pritom se najčešće spominju George Soros' Open Society, National Endowment for Democracy američke vlade, Carnegie Endowment i USAID. 'Nije nikakvo čudo što se Moskva zabrinula tim američkim potezima u svome susjedstvu', nadodaje Engdahl.
'Ključni dio medijske igre na ukrajinskim izborima bila je tvrdnja da je Juščenko pobijedio prema izlaznim anketama, no nije pritom rečeno da su glasači koje se intervjuiralo na izlazu iz birališta ljudi koje je platila organizacija Freedom House iz Washingtona. Prema pouzdanim izvorima, oni su podučili i platili oko tisuću glasača da naglas obznane vodstvo Juščenka za 11%, a te su tvrdnje pokrenule masu koja je uzvikivala da je riječ o prevari. Na čelu Freedom Housea trenutno je bivši ravnatelj CIA-e i neokonzervativac, admiral James Woolsey (koji je Bushov rat protiv terorizma nazvao Četvrtim svjetskim ratom), a u odboru Freedom Housea sjedi nitko drugi do Zbigniew Brzezinski. Teško da je to nepristrana organizacija za ljudska prava', zaključuje Engdahl.

## Post festum
Predsjednički mandat kontroverzno izabranog Viktor Juščenka prolazi u potpunoj omraženosti. Njegovo inzistiranje na ulasku Ukrajine u NATO protivno većini Ukrajinaca, slaba borba protiv korupcije i kriminala te nesuglasice s premijerkom Julijom Timošenko, dovode do opadanja njegove popularnosti s 52 % na izborima 26. prosinca 2004. godine na svega 12.7 % 23. prosinca 2007. godine. Svjetska ekonomska kriza zajedno s problemima ukrajinskog bankovnog sustava 2008. godine dovodi do pada popularnosti na 4.5 % 24. prosinca 2008. godine.
Tijekom razgovora s novinarima 28. studenog 2009. u doba izborne kampanje Viktor Juščenko navodi da je razlog za njegovu malenu popularnost među Ukrajincima to što nikad nije odustajao od svojih principa i da u slučaju ako ne bude ponovno izabran ili ako se odustane od njegove politike to predstavljati korak unatrag za Ukrajinu . Ova tvrdnja pokazala se točnom kada je Ukrajina s novoizabranim predsjednikom Viktorom Janukovičem iz »parlamentarnog« prebačena u »polupredsjednički« sustav vladanja i kada je prema međunarodnim kriterijima iz »slobodne« stekla status »poluslobodne« zemlje. Stručnjaci navode da se svim navedenim postupcima novoizabranog predsjednika uveliko narušava ugled zemlje i uspješno započet razvoj demokratskih procesa u Ukrajini.
Viktor Juščenko je na izborima 2010. godine osvojio samo oko 5 % glasova.

### Internet
- Američka i britanska intervencija na izborima, John Laughland, 10. studenog 2004.
- Kako je Janukovič varao na izborima, Ukrajinska pravda, 24. studenog 2004.
- Javna medijska podrška prozapadnom kandidatu Juščenku, British Helsinki Human Rights Group, 24. studenog 2004.
- Hladnoratovska kriza u Ukrajini, Larry Chin, 26. studenog 2004.
- Američka kampanja u Ukrajini, Ian Traynor, Guardian, 26. studenog 2004.
- Uplitanje Washingtona u predsjedničke izbore u Ukrajini, William Engdahl, stalni kolumnist Global Researcha, 20. prosinca 2004.
- Predsjednički izbori: lekcija Rusiji, Boris Šmelev, 10. veljače 2005.
- Obojane revolucije: Ukrajina, Gruzija, Kirgistan, William Engdahl, 25. lipnja 2005.

### Ostala literatura
- F. William Engdahl: Stoljeće rata
- Zbigniew Brzezinski: Velika šahovska ploča
- Paul D'Anieri: Economic Interdependence in Ukranian-Russian Relations
- Michel Chossudovsky: War and Globalisation
- National Geographic, hrvatsko izdanje, ožujak 2006.

## Vanjske poveznice
- Dokumentarac Damiana Kolodyja o Narančastoj revoluciji
- Dokumentarac Stevea Yorka o Narančastoj revoluciji